# Никеја-Ајос Јоанис Рендис
Никеја-Ајос Јоанис Рендис (грч. Νίκαια-Άγιος Ιωάννης Ρέντης) општина је у Грчкој. По подацима из 2011. године број становника у општини је био 105.430.

## Становништво
| 2011.   |
| ------- |
| 105,430 |